# 233 км (платформа)
Платформа 233 км — пасажирська зупинна залізнична платформа Криворізької дирекції Придніпровської залізниці.
Розташована в селі Новомиколаївка Дніпровського району Дніпропетровської області на лінії Нижньодніпровськ-Вузол — Апостолове між станціями Сурське (7 км) та Привільне (13 км).
На платформі зупиняються приміські електропоїзди сполучення Дніпро-Лоцманська — Апостолове.